# ハレ・ティーポレ
ハレ・ティーポレ（Hale T-Pole、1979年8月18日 - ）は、トンガのラグビーユニオン選手。日本語ではハレ・ティーポールと表記されることもある。

## プロフィール
- トンガ・ロンゴロンゴ出身[2]。
- ポジションはフランカー(FL)、ナンバーエイト(No.8)。
- 身長 185cm、体重 102kg
- トンガ代表通算キャップ数は33でワールドカップ2007・2015のトンガ代表に選ばれた[3]。

## 略歴
ウェズレイ高校卒業後にオタゴ、サウスランド、ハイランダーズ、オスプリーズを経て、2008年、サントリーサンゴリアス(現・東京サントリーサンゴリアス)に加入。同年9月5日に行われたジャパンラグビートップリーグ第1節の三洋電機ワイルドナイツ戦に途中出場で日本での公式戦初出場を果たす。
2010年、リコーブラックラムズ(現・リコーブラックラムズ東京)に加入。
2011年、リコーブラックラムズ東京退団後、ノースランド、サウスランド、ハイランダーズを経て、2013年、ハヴェロックに加入。